# 阿富汗国旗
阿富汗自從1709年漢達基王朝打出第一面旗幟以來，已經更換過26面國旗。僅在20世紀，阿富汗就有18面國旗，比同一時期的其他國家都多。2021年8月15日，塔利班武装攻陷首都喀布尔后，阿富汗的官方国旗在阿富汗伊斯兰酋长国与阿富汗伊斯兰共和国之间存在争议。
雖然2021年後塔利班控制喀布爾政府大樓，懸掛白底黑字的清真言旗幟，但截至2025年7月，除俄羅斯聯邦外，尚無任何國家正式承認塔利班的阿富汗伊斯蘭酋長國為合法政府，聯合國也尚未承認塔利班或任何其他實體統治阿富汗，因此聯合國總部大樓繼續展示該國憲法規定的2013年版阿富汗黑紅綠國旗。
2023年9月23日在第19届杭州亚运会上，阿富汗官方体育代表团采用是2004年的阿富汗国旗。2024年，在第33屆奧運和第17屆帕運上，阿富汗代表團仍採用被塔利班當局廢止的阿富汗伊斯蘭共和國國旗。